# Argentotennantite-(Zn)
L'argentotennantite-(Zn) (simbolo IMA: Atnt-Zn) è un raro minerale del gruppo della tetraedrite e, al suo interno, al sottogruppo dell'arsenofreibergite; appartiene alla famiglia dei "solfuri e solfosali" e possiede composizione chimica Ag6(Cu4Zn2)As4S13.
L'argentotennantite-(Zn) è l'analogo dello zinco dell'argentotennantite-(Fe) (dominata dal ferro).

## Etimologia e storia
Il nome deriva dal suo contenuto di argento e dalla sua relazione con i minerali del sottogruppo della tennantite; quest'ultimo nome-radice è stato scelto in onore di Smithson Tennant (1761-1815), chimico inglese la cui fama è saldamente basata sulla sua scoperta degli elementi iridio e osmio.

## Classificazione
La classica nona edizione della sistematica dei minerali di Strunz, aggiornata dall'Associazione Mineralogica Internazionale (IMA) fino al 2009, elenca l'argentotennantite-(Zn) con il nome generico di argentotennantite (formula: Ag6Cu4(Fe, Zn)2As4S13), minerale che non distingueva ancora tra le due specie ora note (l'argentotennantite-(Zn) e l'argentotennantite-(Fe)) e la colloca nella classe "2. Solfuri e solfosali" e da lì nella sottoclasse "2.G Solfoarseniuri, solfoantomoniuri, solfobismuturi"; questa viene suddivisa più finemente in base all'eventuale presenza di zolfo aggiuntivo, in modo tale che l'argentotennantite possa essere trovata nella sezione "2.GB Neso-solfoarseniuri, ecc. con S aggiuntivo" dove forma il sistema nº 2.GB.05 insieme ad annivite, argentotetraedrite (entrambe non più riconosciute perché non sono minerali, bensì due sottogruppi di minerali), freibergite, giraudite, goldfieldite, hakite, tennantite e tetraedrite.
L'edizione successiva della sistematica Strunz, proseguita dal database "mindat.org" e chiamata Classificazione Strunz-mindat, elenca l'argentotennantite-(Zn) nel medesimo sistema insieme ai minerali hakite-(Hg), rozhdestvenskayaite-(Zn), tennantite-(Zn), tetraedrite-(Zn), tennantite-(Fe), tetraedrite-(Fe), tetraedrite-(Hg), kenoargentotetraedrite-(Fe), giraudite-(Zn), argentotetraedrite-(Fe) e goldfieldite.
Nella Sistematica dei lapis (Lapis-Systematik) di Stefan Weiß l'argentotennantite-(Zn) si trova nella classe dei "solfuri e solfosali (solfuri, seleniuri, tellururi, arseniuri, antimoniuri, bismuturi)" e nella sottoclasse dei "solfuri con metallo: S,Se,Te ~ 1:1"; qui forma il "gruppo della tetraedrite" con il sistema nº II/C.11 insieme a giraudite-(Zn), argentotetraedrite-(Fe), kenoargentotetraedrite-(Fe), goldfieldite, hakite-(Hg), annivite, mgriite e chaméanite.
Anche la classificazione dei minerali secondo Dana, usata principalmente nel mondo anglosassone, elenca l'argentotennantite-(Zn) nella famiglia dei "solfuri e solfosali"; qui è nella classe dei "solfosali" e nella sottoclasse dei "solfosali con rapporto 3 < z/y < 4 e composizione (A+)i(A2+)j[ByCz], A = metalli, B = semimetalli, C = non metalli" dove forma il sistema nº 03.03.06.

## Abito cristallino
L'argentotennantite-(Zn) cristallizza nel sistema cubico nel gruppo spaziale I43m (gruppo nº 217) con il parametro reticolare a = 10,584(3) Å, oltre ad avere 2 unità di formula per cella unitaria.

## Origine e giacitura
L'argentotennantite-(Zn) è stata trovata in un giacimento polimetallico (per quanto riguardo campioni trovati nel giacimento di Kvartsitoviye Gorki, Kazakistan) dove è stata trovata il paragenesi è con freibergite, stibnite, oro ricco di mercurio, pirite, galena, siderite, ankerite e quarzo, oppure in un giacimento stratiforme di piombo-zinco (per campioni trovati a Silvermines, in Irlanda) in paragenesi con geocronite, proustite-pirargirite e galena.
L'argentotennantite-(Zn) è piuttosto rara ed è stata trovata in poco meno di una quindicina di siti sparsi per il mondo. Qui ricordiamo solo la sua località tipo, il giacimento di "Kvartsitovje Gorki" (52.46667°N 72°E) a Stepnogorsk (Kazakistan).

## Forma in cui si presenta in natura
L'argentotennantite-(Zn) si presenta in piccoli grani, di dimensioni fino a 0,1 mm e con tennantite tutto intorno. Il minerale è opaco con lucentezza resinosa; il colore è grigio-nero e quello del suo striscio va da nero a marrone-rosso.